# スノーバード
スノーバード (Snow bird) は、アメリカ合衆国のユタ州にあるリゾート地。標高は2000 - 3000mである。

## 交通

### スノーバードまで
ソルトレイクシティ中心部からUTAバスを利用する。

### スノーバード内
ロープウェーが標高3300m級の山々まで約10分で結んでいる。

## ヒッデン・ピーク
ロープウェーの終点。標高3353m。ここからは登山道となる。少し行くとリフトで下山可能。
座標: 北緯40度34分52秒 西経111度39分23秒 / 北緯40.58111度 西経111.65639度